# Аламо (Калифорнија)
Аламо (енгл. Alamo) насељено је место без административног статуса у америчкој савезној држави Калифорнија.

## Демографија
По попису из 2010. године број становника је 14.570, што је 1.056 (-6,8%) становника мање него 2000. године.
| Група             | 2000.          | 2010.          |
| Белци             | 13.637 (87,3%) | 12.067 (82,8%) |
| Афроамериканци    | 74 (0,5%)      | 73 (0,5%)      |
| Азијати           | 935 (6,0%)     | 1.190 (8,2%)   |
| Хиспаноамериканци | 616 (3,9%)     | 839 (5,8%)     |
| Укупно            | 15.626         | 14.570         |